# Братська могила миколаївських підпільників та жертв фашизму 1941—1945 рр.
Меморіа́льний ко́мплекс підпі́льникам та же́ртвам наци́зму — меморіальний комплекс на старому цвинтарі Миколаєва, що складається з кургану та пам'ятника скорботній матері. Має статус пам'ятки історії місцевого значення.

## Розташування
Меморіальний комплекс розташований зі східної частини старого цвинтаря, межує з його військовою частиною і обмежується Херсонським шосе з одного боку і 1-ю Інгульською вулицею з іншого. Комплекс займає площу близько 2 200 м2.

## Опис
До складу меморіального комплексу входив курган та пам'ятник скорботній матері.
Пам'ятник складався з обеліску із рожевого граніту, який вінчало бронзове обличчя скорботної матері. Внизу напис: «Вони віддали своє життя за наше щастя. Гордим героям безсмертна слава» (рос. «Они отдали свою жизнь за наше счастье. Гордым героям бессмертная слава»). Пам'ятник являв собою неправильний паралелепіпед, нижня частина якого задумана у вигляді скелі. На одній із сторін — горельєфні портрети трьох безіменних героїв. Автор пам'ятника — скульптор Олег Опанасович Здиховський, архітектор — І. І. Пейсахіс.
Курган братської могили, що містить рештки 80 миколаївських підпільників та жертв нацистської окупації міста 1941—1944 років, вінчає скульптура меморіального вінка, покладена на гранітний постамент. З південної сторони кургану — дошки з іменами загиблих, виготовлені з темного шліфованого граніту.

## Історія
Меморіальний комплекс відкрито 27 березня 1969 року, напередодні 25-ї річниці визволення Миколаєва від нацистських окупантів.
Реконструйований у 2008 році.
В ніч проти 3 листопада 2022 року пам'ятник було знищено шляхом контрольованого вибуху.

## Галерея

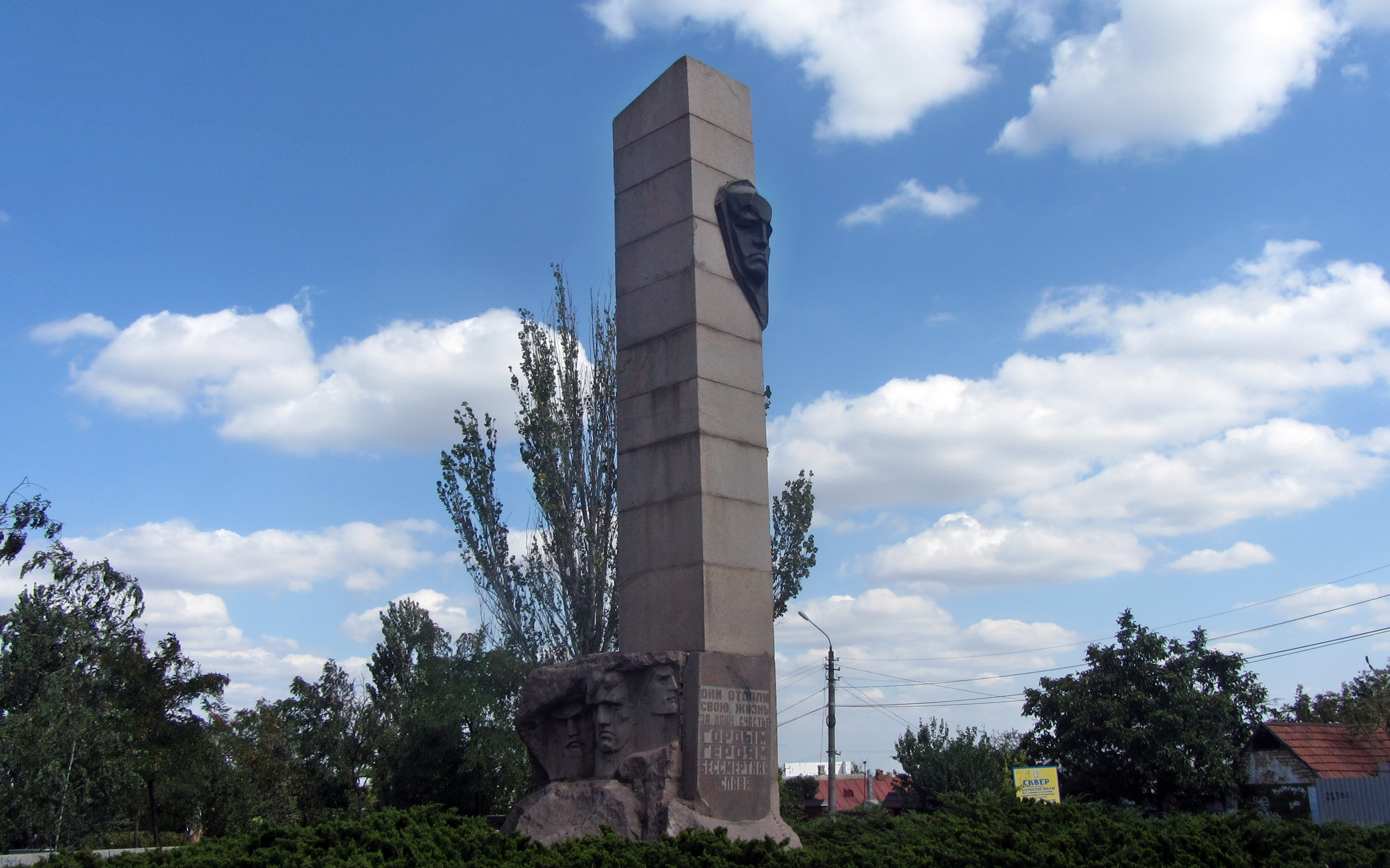
Пам'ятник скорботній мати. Загальний вигляд
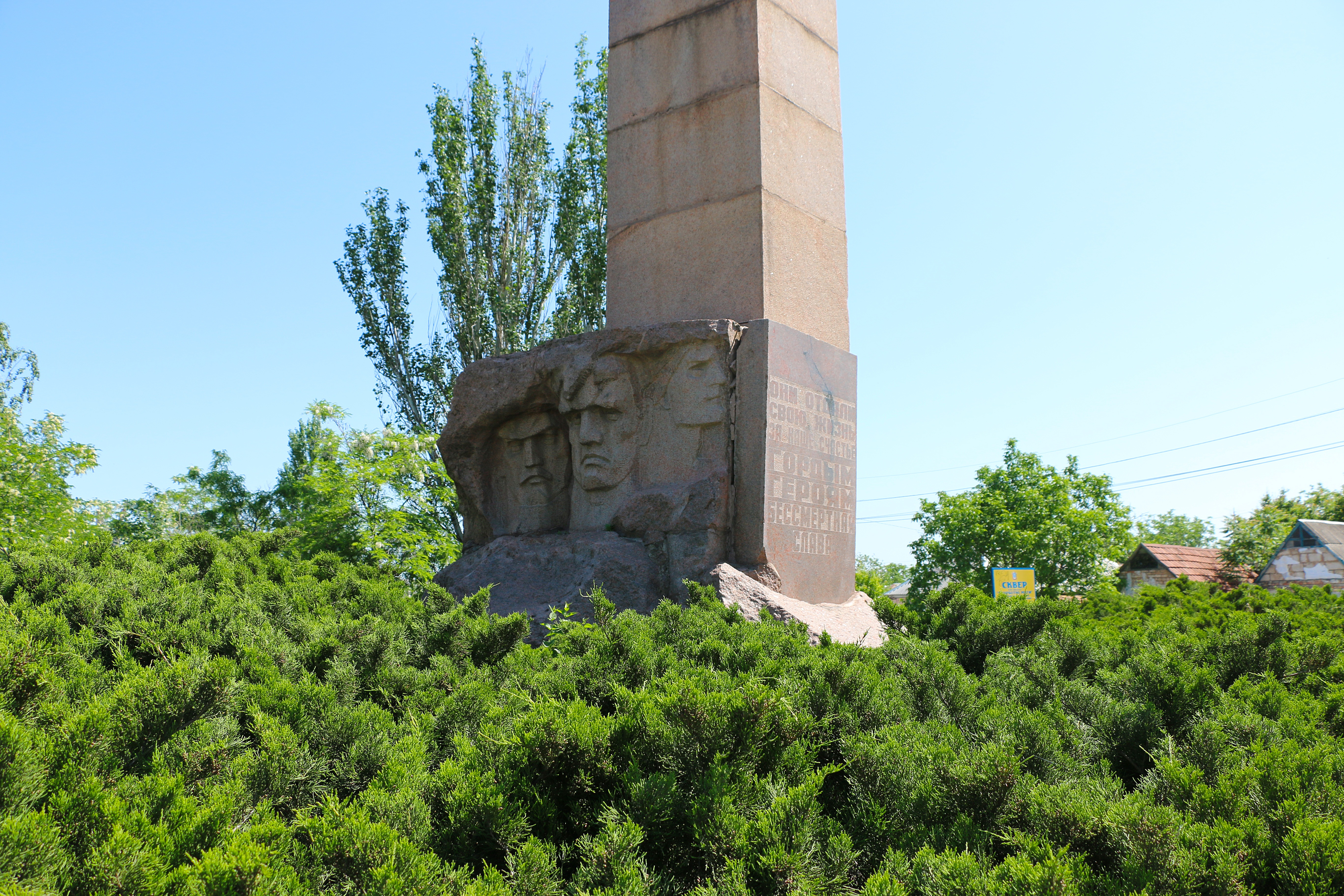
Пам'ятник скорботній мати. Горельєфи
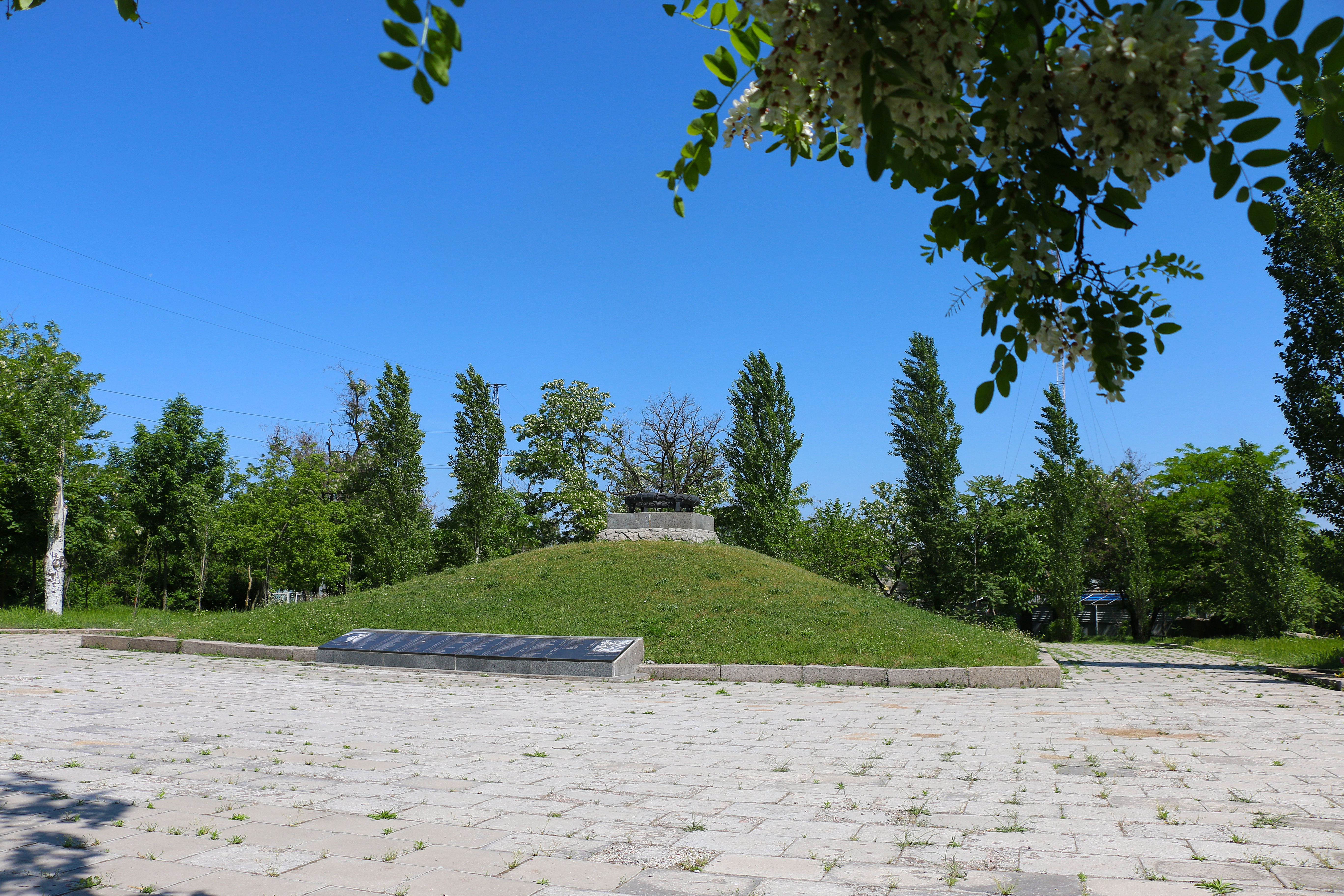
Курган. Загальний вигляд
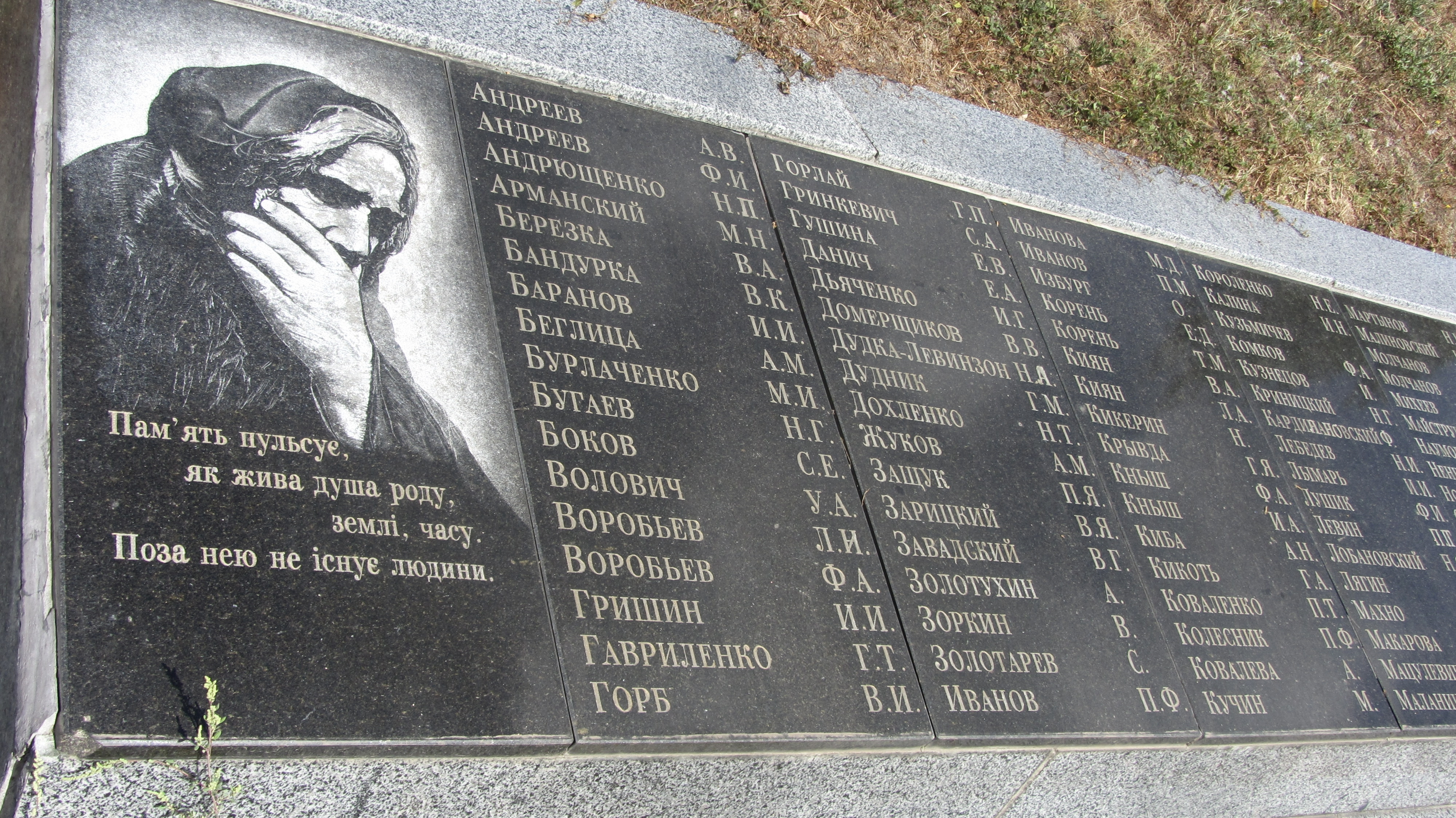
Меморіальні дошки у підніжжя кургану